# Breviraja nigriventralis
Breviraja nigriventralis is een vissensoort uit de familie van de Rajidae. De wetenschappelijke naam van de soort is voor het eerst geldig gepubliceerd in 1985 door McEachran & Matheson.